# Saskia Schüler
Saskia Schüler (* 18. Mai 1964 in Gießen) ist eine deutsche Künstlerin.

## Leben
Schüler studierte von 1984 bis 1986 Malerei an der Technischen Hochschule Köln bei Karl Marx und von 1986 bis 1992 an der Staatlichen Hochschule für Bildende Künste in Frankfurt am Main bei Christa Näher, Thomas Bayrle und Peter Kogler. Sie arbeitet in Frankfurt am Main.

## Werk

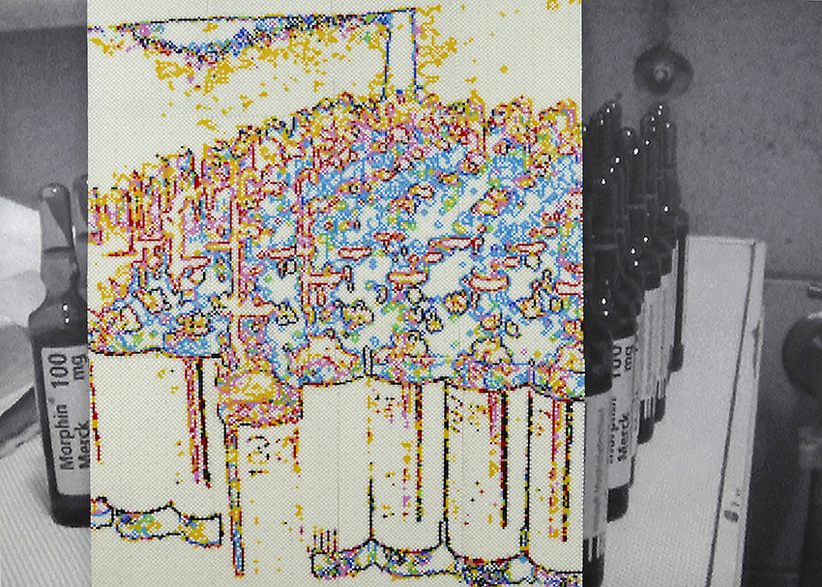
Morphium, 2015

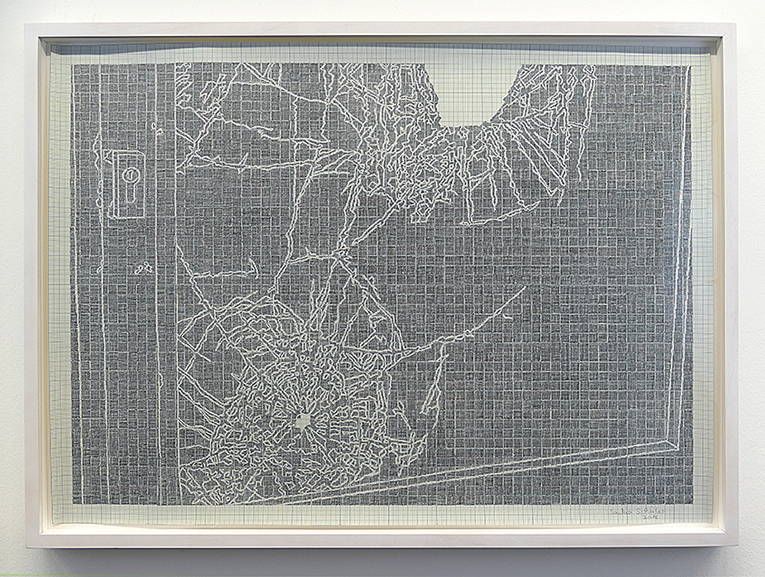
Einbruch, 2016

Die künstlerische Arbeit von Saskia Schüler umfasst eine Bandbreite von Techniken, denen ein langwieriger und meditativer Handarbeitsprozess zugrunde liegt. Thematisiert werden Fragen von Distanz und Nähe, von Zeit und Erinnerung.
Die Formensprache der ehemaligen Städelschülerin lässt sowohl an Stickereien, an Tapisserien, aber auch an Computergrafiken denken. Dabei benutzt Schüler den Computer lediglich für die Motivsammlung und Vorlagenerstellung ihrer per Hand gefertigten Arbeiten. Pixelaufrasterungen werden von der Künstlerin auf Millimeterpapier oder auf großformatige Leinwände übertragen und mit Tusche oder Farbstiften in Strichfolgen umgesetzt. Des Weiteren entstehen Handzeichnungen durch blockartige Aneinanderreihungen von Sätzen wie „Es ist bestimmt besser so“ (2007, grüne und blaue Tusche auf Millimeterpapier, 105 × 147 cm), die aus der Distanz den optischen Eindruck von Webteppichen erwecken. Seit 2007 entstehen Acrylgemälde auf Leinwand. In den jüngsten Arbeiten setzt Schüler Bügelperlen mit der Pinzette auf Steckbretter und fügt diese durch Bügeln fest. Verarbeitet werden Fotografien aus dem privaten Bereich, Schnappschüsse von Begegnungen oder Porträtaufnahmen aus dem Familien- und Freundeskreis.
Die bewusste Reduktion sowohl der Motive als auch die Begrenzung der gestalterischen Mittel bedingt die minimalistische Wirkung dieser Arbeiten. Schülers „Bilder lassen sich auch als eine Art Piktogramm, als formalisierter bildlicher Ausdruck des dahinterstehenden Begriffsgegenstands verstehen, der in kollektive Erfahrungen und individuellem Erleben gebunden ist.“ (Bernhard Röck, Katalogtext, Künstlerhaus Schloss Balmoral)

## Auszeichnungen
- 1997 Stipendium des Künstlerhauses Schloss Balmoral, Bad Ems
- 1998 Gaststipendium der Stadt Wien
- 2000–2001 Arbeitsstipendium des Landes Hessen
- 2007–2008 Atelierstipendium der Hessischen Kulturstiftung für einen Aufenthalt in Rotterdam

## Ausstellungen (Auswahl)
- 1995: Christa Näher. Schülerinnen und Schüler, Haus am Lützowplatz, Berlin
- 1997: Saskia Schüler. Kanon und Moderne, Forum im Dominikanerkloster, Frankfurt am Main
- 1998: Saskia Schüler. Vice Versa, Förderungsgalerie Alte Schmiede, Wien
- 2004: Saskia Schüler, IHK Frankfurt am Main
- 2006: Saskia Schüler. Morgen ist auch noch ein Tag, Galerie Martina Detterer, Frankfurt am Main
- 2009: RaiR # 1 Exhibition 5, Artists in Residence, Rotterdam
- 2011: Gießener Ring, Neuer Kunstverein Gießen
- 2012: Heimspiel. Jan Schüler und Saskia Schüler, Kunsthalle Gießen
- 2013: Painting of today! Neue Positionen in der Malerei, artspace Rhein-Main, Halle für zeitgenössische Kunst, Offenbach
- 2013: Jan Schüler und Saskia Schüler. Wir sind Erinnerung. Wir sind elektrisch, Galerie Peter Tedden, Düsseldorf
- 2016: Saskia Schüler. Es ist ja noch alles offen, Heussenstamm-Galerie, Frankfurt am Main[6]
- 2017: Warten, Taunus-Galerie im Landratsamt, Bad Homburg[7]
- 2019: musterhaft, Ausstellungshalle Schulstraße 1A, Frankfurt am Main[8]
- 2021: Lockdown. Kunst und Krise, Heussenstamm-Galerie, Frankfurt am Main

## Arbeiten in öffentlichen Sammlungen
- Deutsche Bank, Frankfurt am Main

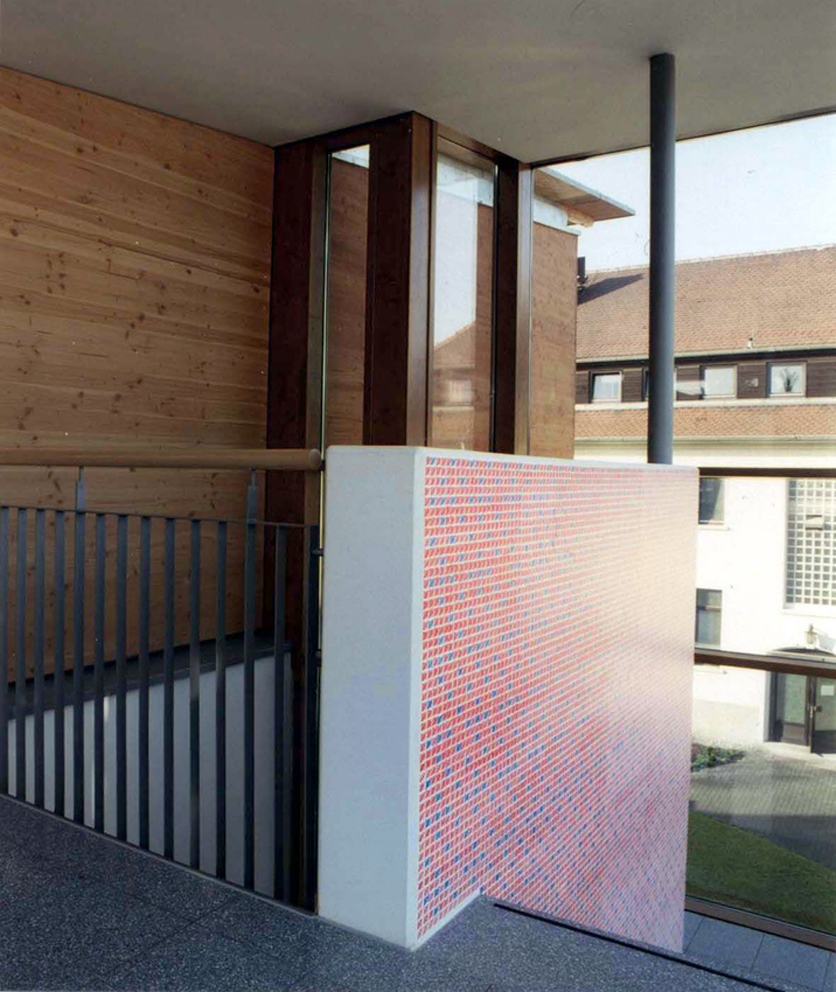
Wandgestaltung im Wohnheim für Stipendiaten aus Entwicklungsländern, Groß-Gerau

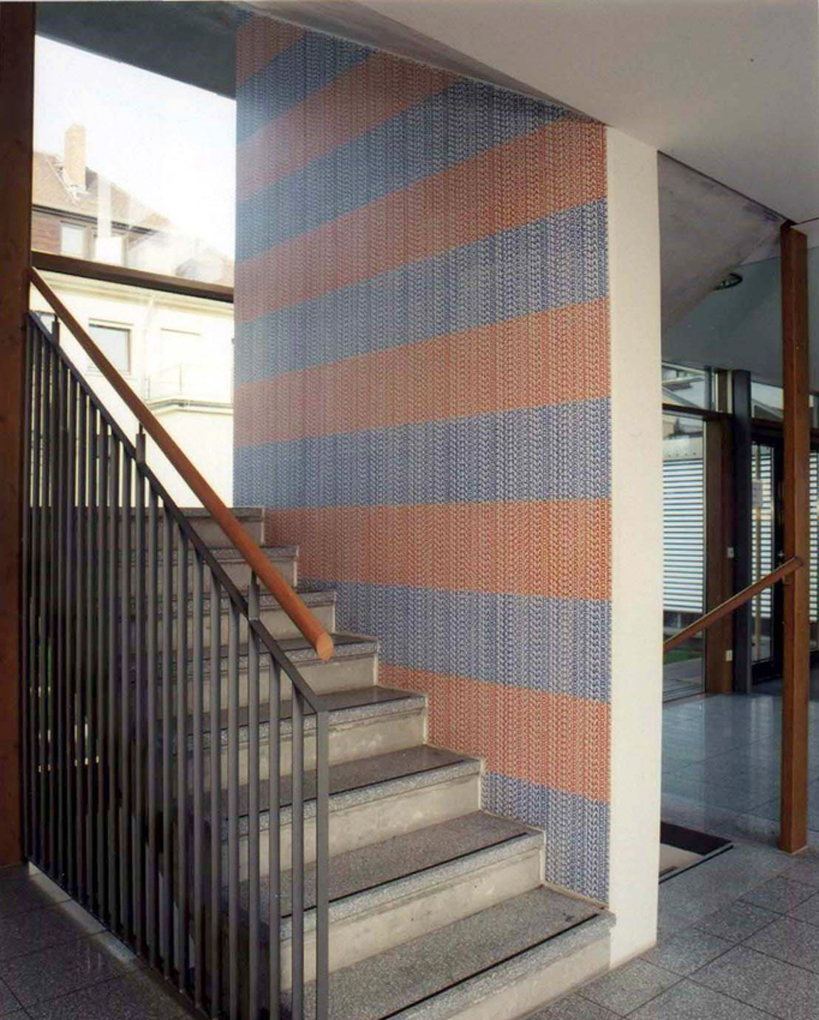
Wandgestaltung im Wohnheim für Stipendiaten aus Entwicklungsländern, Groß-Gerau

- Land Hessen, Kulturamt Wiesbaden und Frankfurt am Main

## Kunst am Bau
- 1999 Auftrag vom Staatsbauamt Darmstadt für "Kunst am Bau" für ein Wohnheim für Stipendiaten aus Entwicklungsländern
- 2003 Auftrag vom Staatsbauamt Frankfurt am Main für "Kunst am Bau" für das Amtsgericht Seligenstadt

## Werkdokumentation
- Saskia Schüler, hrsg. vom Künstlerhaus Schloss Balmoral, Bad Ems 1997.
- Saskia Schüler. Morgen Abend: Wandzeichnungen im Treppenhaus eines Wohnheimes in Groß-Gerau für Stipendiaten aus Entwicklungsländern (erschienen zur Ausstellung "Gedankengänge" im 1822-Forum, vom 13. Februar bis 9. März 2001), 1822-Stiftung, Frankfurt am Main 2001.
- Saskia Schüler. Es hat sich einfach alles so ergeben, Kehrer Verlag, Heidelberg 2010, ISBN 978-3-86828-138-5.
- Saskia Schüler. Wir sind Erinnerung. Wir sind elektrisch, Verlag der Galerie Peter Tedden, Düsseldorf 2013, ISBN 978-3-940985-34-7.